# Jagadguru Rambhadracharya

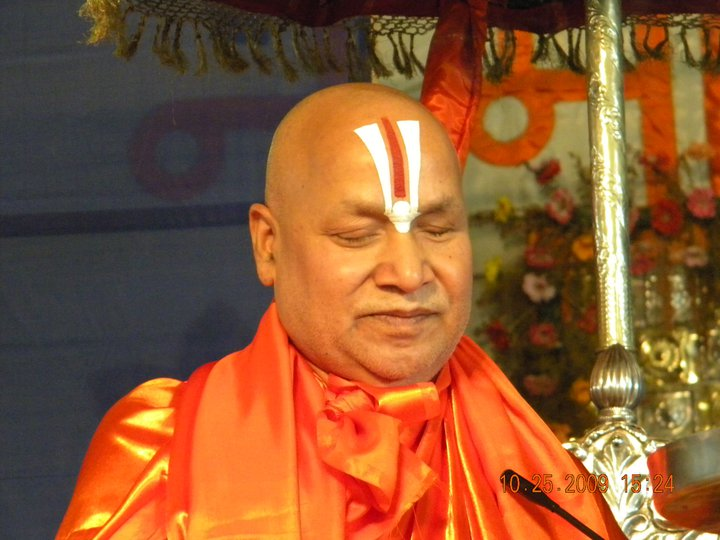
Jagadguru Rambhadracharya

Jagadguru Ramanandacharya Swami Rambhadracharya, (nacido 'Giridhar Mishra ', el 14 de enero de 1950 en Shandikhurd, distrito de Jaunpur, Uttar Pradesh, India) es un hindú líder religioso, educador, sánscrito erudito, políglota, poeta, autor, comentarista de texto, filósofo, compositor, cantante, dramaturgo y Katha. Artista con sede en Chitrakoot, la India